# Ю (буква дезеретского алфавита)
𐐧,  𐑏 (ю, англ. u; в Юникоде называется ю, англ. ew) — дополнительная буква дезеретского алфавита, использовавшегося для записи английского языка Церковью Иисуса Христа Святых последних дней в 1854—1875 годах.

## Использование
Обозначала дифтонг [ju], который в традиционной английской орфографии может записываться как u или ew; впрочем, в некоторых американских диалектах после корональных согласных он совпал с [u] (𐐭). В варианте английского фонотипического алфавита Эллиса и Питмана 1847 года, на котором был основан дезеретский алфавит, данной букве соответствовала 𝽺 𝽻.
Во многих версиях дезеретского алфавита, включая наиболее поздний вариант 1869 года, отдельная буква для этого дифтонга отсутствовала, так как она была исключена из проекта реформы орфографии Янга и регентов Дезеретского университета в 1853 году, и для его обозначения использовался диграф 𐐮𐐭. Впервые отдельный символ для [ju] появился в Deseret Almanac в 1855 году; он выглядел как лигатура 𐐮 и 𐐭 () и занимал шестнадцатую позицию в алфавите. Печатный шрифт 1857 года также содержал аналогичный глиф для этого дифтонга; впрочем, он не использовался в газете Deseret News, которая печаталась этим шрифтом, хотя редакция газеты извинялась за отсутствие символа для [ju] и обещала ввести его, как только станут доступны новые литеры. В бухгалтерской книге 1859—1860 годов, известной как Ledger C, для обозначения дифтонга использовалось начертание . В таком же виде букву использовали Талес Гастингс Хаскелл и Мэрион Дж. Шелтон.
В романизации ALA-LC для дезеретского письма, принятой в 2016 году, эта буква передаётся как Yū yū.

## Кодировка
В первоначальной заявке на включение дезеретского алфавита в Юникод, поданной Джоном Х. Дженкинсом 8 ноября 1996 года, упоминалось о существовании символа для обозначения дифтонга [ɔi], имевшего вид лигатуры 𐐮𐐭, но он не располагал примерами его использования на практике, поэтому добавление этой буквы в стандарт не предлагалось.
25 апреля 2002 года Кеннет Р. Бизли подал отдельную заявку на включение дезеретской буквы для [ju] (наряду с ещё одной, для [ɔi]) в Юникод, не приложив, однако, изображений конкретных глифов. После обсуждения 30 апреля — 3 мая Технический комитет Юникода (UTC) одобрил её, предложив разместить заглавную и строчную формы буквы на кодовых позициях U+1044E и U+1044F, и направил заявку в WG2, в которой для буквы были предложены глифы .
Заглавная и строчная формы буквы были включены в Юникод в версии 4.0, вышедшей в апреле 2003 года, под шестнадцатеричными кодами U+10427 и U+1044F соответственно, они входят в блок «Дезеретское письмо» (англ. Deseret). В качестве эталонных глифов были выбраны ранее предложенные , что вызвало недовольство самого Бизли; по его утверждению, выбор этих начертаний в качестве основных делал дезеретский набор символов Юникода бесполезным для передачи документов, набранных расширенным алфавитом.
Заявка Джона Х. Дженкинса на включение дезеретского алфавита в ConScript Unicode Registry, поданная 12 апреля 1997 года, также содержала упоминание о существовании данной буквы, а также глифы для заглавной () и строчной () форм, размещённые на кодовых позициях U+E857 и U+E887 соответственно в области для частного использования; однако, в самом тексте включение буквы в CSUR не предлагалось.
В 2002 году Кеннет Р. Бизли разработал LAΤΕΧ-совместимый шрифт desalph на METAFONT, заглавная и строчная формы буквы (в виде ) в нём вызываются командами \daucyu и \dalcyu соответственно, или, более коротко, \uc{\ju} либо \uc{\Ju} и \ju либо \Ju (только внутри команды \textda{}); начертаниям  и  соответствуют команды \daucslju и \dalcslju.